# كارد كابتور ساكورا
 كارد كابتور ساكورا  أو  أسرة البطاقات ساكورا  (باليابانية: カードキャプターさくら ، بالروماجي: Kādokyaputā Sakura) هي شوجو مانغا مألفة من قبل فرقة مانجاكا يابانييات تحت اسم Clamp. المانغا نشرت في مجلة مجلة ناكايوشي اليابانية من 26 مايو 1996 إلى يونيو 2000 من 12 مجلد. والقصة مرتكزة على مغامرات كينوموتو ساكورا التي تصبح مهمتها اسر البطاقات كلو السحرية لإنقاذ العالم من كارثة محدقة .
و قد تم إصدار سلسلة أنمي تلفزيونية بحوالي 70 حلقة من إنتاج استوديو مادهاوس، عرض الأنمي في القناة هيئة الإذاعة اليابانية من أبريل 1998 إلى مارس 2000. وكذا اصدر للمانغا فلمين من إنتاج نفس الاستوديو في جويلية 1999 و أغسطس 2000 و أيضا 10 العاب فديو.
حظيت مانغا باستحسان كبير و ترجمة إلى الإنجليزية. كما دبلج الأنمي إلى الإنجليزية أيضا.
كذلك حصلت مانغا على عديد من الجوائز مثل جائزة Seiun و حصل الانمي على جائزة Animage لعام 1999.

## القصة
القصة تحكي عن فتاة طيبة ومرحة تبلغ من العمر 10 سنين اسمها ساكورا تعيش مع والدها واخوها
اما والدتها فقد توفيت وهي صغيرة
تعيش ساكورا حياة عادية لكن حياتها تتغير وذلك عندما عادت من المدرسة ولم تجد والدها واخوها في المنزل فسمعت صوت غريب يصدر من المكتبة فذهبت لتعرف مصدر الصوت
رأت كتاب يضيء مكتوب عليه clow card..... اخدت الكتاب وفتحته فوجدت بداخلة بطاقات
اخدت البطاقة الأولى وكان مكتوب عليها (wendy) وبمجرد ان قرأت اسمها طارت بقية البطاقات من الكتاب وانتشرت في كل مكان
بعدها ظهر لها من الكتاب مخلوق اصفر صغير يدعى kero واخبرها بأنها ادا لم تجمع البطاقات فستحدث كارثة للعالم
ومن هنا تبدأ مغامرات ساكورا في محاربة الوحوش واسرها في البطاقات.

## الشخصيات

### ساكورا
الإسـم  : Kinomoto Sakura
العمـــر  : 10 سنوات
الاكلــة المفضلة : المعكرونة والارز...
ساكورا شخصيـــة لطيفة جدا ومرحة وهي بطلة المسلسل مهمتها اسر البطاقات....
تحب مساعده الآخرين..شخصيه مرحه ورياضيه لديها مزلاج تحب الخروج بة حتى في الذهاب إلى المدرسة...
تحـب الموسيقــى وتكره مادة الرياضيات
ساكورا جبانه جداً على عكس صديقتها تومويو فهي لا تخاف من شيء.....

### كيروبيروس
الاســـــــم : Kerberos
كيرو يطير ويتكلم وهذا ليس شكله الحقيقي لكنه ليست لديه القوة الكافيه للرجوع لشكله الحقيقي.. يظهر في الحلقة الأولى
عندما تفتح ساكورا الكتاب الذي كان في الغرفة...شخصية كوميديه جداً يحب العاب الفيديو جيمز والحلويات خاصـة الكيك الذي تحضره له تومويو....

### تومويو
ألاســم  : Daidouji Tomoyo
 العمـــر : 10 سنوات
 الاكلــة المفضلة  : المعكرونة و السوشي
تومويو أفضل صديقة بالنسبة لـ ساكورا... شخصية حبوبه ولطيفه تحب ساكورا كثيراً وهي صديقة الجميــع
تساعد ساكورا في جمع البطاقات..وهي التي تصمم كل ازياء ساكورا.. كل يوم موديل جديد....دائما تكون معها كاميرا فيديو لكي تصور ساكورا
تحب الغنــاء كثيراً..ذكيــة جداً وشجاعه وهي من عائلـــة غنية

### تويا
الاســـم  : Kinomoto Touya
 العمــر : 17...الصف الثاني ثانوي
 الاكلــة المفضلــة  : ؟؟؟؟
هو شقيق ساكورا الأكبر يلقب ساكورا بالوحش لكنه في الحقيقة يحبها ويعتني بها.. يحب صديقه Yukito كثيراً ودائما يذهب معه إلى المدرسة..يحب مادة الكيمياء.... يكره لي شاوران هاديء ولايتكلم كثيراً.

### شاوران
الاســــم  : Lee Shaoran
 العمــــر : 10 سنوات.
لي شاوران اتى من هونغ كونغ مع ابنـة عمه Lee Meilin إلى مدرسة ساكورا في ديسمبر كانون الأول باحثــاً عن البطاقات
فعرف ان ساكورا هي الوحيدة التي تسطيع جمع البطاقات.
كان يكره ساكورا جداً في البداية ولكــن بعدها تغيرت علاقته بها.
يساعدها في تجميع البطاقات. وهو خجول جدا

### والد ساكورا
الاســـم  : Kinomoto Fujitaka
 الاكلــة المفضلة  : الحلويات والمعكرونة
Kinomoto Fujitaka والد ساكورا..جيد في الطبـخ..معلم في الجامعة..شخصيـة لطيفه وهادئه ولا يغضب ابداً

### والدة ساكورا
الاســـم : Kinomoto Nadeshiko
هــي والدة ساكـورا ماتت عندما كان عمر ساكورا 3 سنوات تزوجت والد ساكورا عندما كانت في الـ 16 من عمرها وهو كان في 25
كانت تحب الحلويات والشاي

### والدة تومويو
الاســــم  : Daidouji Sonomi
هـي والدة تومويو وهي ابنة عم : Kinomoto Nadeshiko كانوا اصدقاء منذ طفولتهم تحب ساكورا كثيراً كانت عداءه سريعه جداً
ولكن Kinomoto Fujitaka اسرع منها..

### يوكيتو
الاســـم : Tsukishiro Yukito
 العمـــر  : 17 عاماً
يوكيتو هو صديق تويا..يحب الأكل كثيراً ويأكل بسرعه
ويحب تويا كثييراً. لطيف جداً ودائم الابتسامة

### مليين
الأسم  : Lee Meilin
 العمــــر  :10 سنوات
ابنـة عم لي شاوران قدمت معه من هونغ كونغ..شاوران ساعد طائرها المفضل وهي صغيره.
ميلين فتاة مرحه جداً وبارعه في الدفاع عن نفسها لانها كانت تتدرب مع شاوران في صغرهما بمهارات قتاليه حتى اكتسبت القوة والبراعة..وكانت تغار من ساكورا في البداية ولكنهما سرعان ما أصبحتا صديقتين...

### تاكاشي
الاســم  : Yamazaki Takashi
 العمـــر  :10 سنوات
في صف ساكورا وهو رئيس الصف... دائما يكذب ويختلق احاديث كاذبه

### ريكا
الاســــم  : Sasaki Rika
 العمـــر : 10 سنوات
ريكا هي صديقـة ساكورا وهي طيبة و لطيفة جدا و تحب أستاذها في الصف

### شيهارو
الاســـم  : Mihara Chiharu
 العمـــر  : 10 سنوات
أيضـــاً صديقة ساكورا وتحب Yamazaki Takashi

### ناوكو
الاســـم  : Yanagisawa Naoko
 العمـــر  : 10 سنوات
صديقة ساكوراتحب الرعب بالذات القصص المرعبة <<<يبدو أنها لاتخاف من هذه الأشياء بالعكس
تسمتع بها

### المعلمة كاهو
الاســـم  : Mizuki Kaho
 العمــر  :.؟؟.؟؟
معلمـــة الرياضيات.وهي معلمه غامضه جداً
ويبدو أنها كانت تعرف تويا

### ايريول
الاســـم  : Eriol
قادم من إنجلترا وهو شخصيـة غامضه يسبب بعض المشاكل للأعداء، وهو من ساعد ساكورا في تحويل البطاقات من كلو كارد إلى بطاقات ساكورا

## وصلات خارجية
- الموقع الرسمي (باليابانية)

كارد كابتور ساكورا على موقع ANN manga (الإنجليزية)